# La destra siamo noi
La destra siamo noi. Una controstoria italiana da Scelba a Salvini è un saggio dell'autore italiano Giampaolo Pansa del 2015.

## Contenuto

### Prefazione:Chi ha paura del lupo?
(Giampaolo Pansa,  Prefazione: Chi ha paura del lupo?)

### Il vecchio sbirro
Come in altri saggi precedenti, l'autore sceglie un interlocutore fittizio a cui esporre le proprie tesi e con cui confrontarsi: in questo si tratta di Giorgio Morsi, novantenne ufficiale di polizia in pensione, con un passato di partigiano (nelle file liberali e monarchiche) nella Seconda guerra mondiale.

### Parte prima
Morsi comincia col raccontare degli atti di giustizia sommaria dei quali era stato spettatore, nell'immediato dopoguerra, ai danni di militanti della RSI, del dignitoso rifiuto ad ogni forma di collaborazionismo da parte di Giovannino Guareschi (che torno poi in edicola col settimanale Candido) e delle sue esperienze con Mario Scelba come ministro dell'interno. Chiede poi a Pansa di descrivergli la figura di Giorgio Pisanò, che definisce "il più famoso dei giornalisti che nel dopoguerra militavano a destra".
Morsi ripercorre lo scandalo sessuale che coinvolse il senatore democristiano Ludovico Dongo, morto tra le braccia di un travestito chiamato Natascia De Luxe, del quale si era occupato all'epoca. Rievoca anche la figura di Alfa Giubelli, la donna che nel 1956 vendicò la madre uccisa dai partigiani, e legge una lettera della maîtresse di un bordello chiuso nel 1958 per effetto della Legge Merlin. Parla poi di Achille Lauro  e della sua fama di donnaiolo.
L'autore chiede a Morsi se ha conosciuto Eugenio Cefis. L'ex poliziotto dice di averlo visto solo di sfuggita; i due si mettono allora a ripercorrere i suoi successi imprenditoriali e le trame ordite con la politica.

### Parte seconda
Riprendendo i suoi dialoghi con Pansa, Morsi narra la storia di due ausiliarie dell'RSI, falciate per una tragica fatalità dalla mitragliatrice di un aereo alleato. Ricorda poi il "Sessantotto nero" e i movimenti di estrema destra extraparlamentare che vi ebbero origine, la rivolta di Reggio Calabria, le figure dei terroristi Franco Freda e Ventura. Dietro domanda di Pansa, Morsi esprime scetticismo sulla realtà dei tentativi di colpo di stato nell'Italia degli anni Sessanta e Settanta, e in particolare di quello di Junio Valerio Borghese. Il giornalista gli ricorda poi uno scandalo che coinvolse l'Assemblea Regionale Siciliana nel 1971, quando il democristiana Vincenzo Carollo non riuscì a formare una nuova giunta a causa dei franchi tiratori. I due parlano quindi di Pino Rauti e del suo movimento Ordine Nuovo. Pansa porta poi l'argomento sul doroteo Calogero Volpe, che si diceva essere in contatto con ambienti mafiosi, su Giorgio Almirante e sul suo atteggiamento sul referendum sul divorzio (argomento che riprenderà successivamente quando parlerà di Fanfani), su don Gianni Baget Bozzo e il suo impegno politico, prima nel PSI poi nel centrodestra.
Il giornalista e l'ex partigiano deprecano gli eventi del "rogo di Primavalle", nel quale perirono i due fratelli Mattei, e il clima d'odio verso i semplici militanti missini che condusse alla tragedia, dal quale uscirono anche il primo delitto delle Brigate Rosse, commesso a Padova nel 1974, e l'uccisione di Sergo Ramelli nel 1975. Ricordano anche la puntata della Tribuna politica in cui il giornalista Nino Nutrizio mise in difficoltà Enrico Berlinguer, ed un episodio simile successo anni prima a Palmiro Togliatti.
Morsi descrive Edgardo Sogno, già combattente partigiano, come un grand'uomo, e Pansa conclude che avergli attribuito le velleità di compiere un colpo di stato sia stata una grande mistificazione. Racconta quindi di Armando Plebe, prima comunista poi missino, che fece scalpore per la sua vicinanza al Movimento di liberazione omosessuale. Viene ricordata da entrambi con grande rispetto e ammirazione la figura di Giorgio Ambrosoli, poi si passa alla strage di Bologna, a proposito della quale Morsi ritiene più probabile la "pista palestinese". Successivamente discutono lo scandalo della loggia P2 e la figura di Licio Gelli.

### Parte terza
Pansa chiede a Morsi se ha conosciuto Gianna Preda, "la più famosa giornalista di guerra del dopoguerra": quest'ultimo racconta che nel suo ufficio ci s'interessava a lei non per ciò che scriveva ma per valutare se eventualmente fornirle protezione a causa dei suoi articoli. Narra poi del singolare personaggio di una prostituta ebrea di destra, morta suicida dopo essere stata sfigurata da un suo cliente. Il discorso si sposta poi su Toni Bisaglia e le strane circostanze della sua morte, e sulle carriere imprenditoriali ed editoriali di Cesare Romiti e Giuseppe Ciarrapico.
Per avvicinarsi alla figura di Andreotti, Pansa ripercorre le proprie esperienze con Franco Evangelisti, a lungo il suo uomo di fiducia. Passa poi a Vittorio Sbardella detto lo Squalo, che dopo una militanza giovanile nell'MSI approdò alla Democrazia Cristiana. Senza fare i nomi, si citano le gesta di alcuni politici che furono coinvolti nello scandalo di Tangentopoli nel 1992.
Pansa racconta poi dell'omicidio del comunista dissidente Mario Acquaviva, avvenuto a Casale Monferrato nel 1946, che ha toccato in un suo romanzo del 1994. Ricorda il collega-rivale Indro Montanelli, riconoscendone la grandezza di giornalista e scrittore. Conclude descrivendo la figura dell'allora astro nascente della destra italiana, il leghista Matteo Salvini: dichiara che non gli piacciono molti aspetti del personaggio e si chiede se la sua scommessa di rendere il suo partito una forza nazionale avrà successo.

## Edizioni
- Giampaolo Pansa, La destra siamo noi. Una controstoria italiana da Scelba a Salvini, Milano, Rizzoli, 2015, ISBN 978-88-17-08050-7.
- Giampaolo Pansa, La destra siamo noi. Una controstoria italiana da Scelba a Salvini, collana Vintage Gold, Milano, Rizzoli, 2015, ISBN 978-88-17-08440-6.
- Giampaolo Pansa, La destra siamo noi. Una controstoria italiana da Scelba a Salvini, edizione speciale per il Giornale, Milano, RCS Libri, 2016.
- Giampaolo Pansa, La destra siamo noi. Da Scelba a Salvini, collana Best BUR, Milano, Rizzoli, 2016, ISBN 978-88-17-08553-3.